# تولسونا (آلاسکا)
تولسونا (به انگلیسی: Tolsona) شهرکی در ناحیه سرشماری والدز-کوردووا، آلاسکا ایالت آلاسکا است که جمعیت آن در سرشماری سال ۲۰۰۰ میلادی ۲۷ نفر بوده‌است.